# Eudyptes moseleyi
Eudyptes moseleyi, denominado comúnmente pingüino saltarrocas norteño, o pingüino de penacho amarillo norteño, es un ave la cual era generalmente considerada una subespecie del pingüino de penacho amarillo, pero un estudio en 2006 ha demostrado evidencia de distinción con respecto a los dos taxones del grupo Eudyptes chrysocome.
Un estudio publicado en 2009 indicó que su población mundial había disminuido un 90 % desde la década de 1950. Por esta razón, es clasificado como en peligro de extinción.

## Taxonomía
Al haber disminuido enormemente las poblaciones de los 3 taxones que integran el complejo Eudyptes chrysocome (Forster 1781), sus relaciones taxonómicas adquirieron una importancia crucial en relación con los programas de conservación. La taxonomía del complejo es confusa. Algunos especialistas consideran que los tres taxones son subespecies. Algunos dividen al taxón del norte (E. moseleyi) de las formas del sur (E.c. chrysocome y E.c. filholi) las cuales se reproduce en el extremo sur de América del Sur, y en islas subantárticas de los océanos Índico y Pacífico. Sin embargo otros consideran a las tres como especies separadas.
E. moseleyi vive en aguas distintas que E. c. chrysocome y E. c. filholi, pues están separados por el «Frente Subtropical». Una investigación publicada en el año 2006 puso de manifiesto las diferencias morfológicas, vocales, y genéticas entre las dos poblaciones. Dataciones moleculares sugieren que la divergencia genética con el grupo del Sur puede haber sido provocada por un evento vicariante causado por un cambio en la posición del Frente Subtropical en la transición climática a mediados del Pleistoceno. El análisis de una parte de la región de control mitocondrial de un Eudyptes moseleyi encontrado en las islas islas Kerguelen ha demostrado que puede haber venido de la isla de Gough, a 6000 km de distancia, y que Eudyptes moseleyi y Eudyptes chrysocome son genéticamente independientes, aunque algunos individuos vagantes pueden arribar a las colonias de reproducción opuestas a su especie. Los taxónomos están comenzando a reconocer la separación.
Todo el grupo se relaciona estrechamente con el pingüino de frente dorada (Eudyptes chrysolophus) y el pingüino real (Eudyptes schlegeli), el que sólo sería un morfo cromático de E. chrysolophus.

## Distribución
Más del 99 % de su población nidifica en Tristán de Acuña y la isla de Gough, en el océano Atlántico Sur.

## Ecología y comportamiento

### Alimentación
Este pingüino se alimenta de kril y otros pequeños crustáceos, pulpos, calamares y peces.

### Reproducción
Se reproduce de manera colonial, desde el nivel del mar o en los acantilados, a veces también hacia el interior.

### Población y amenazas

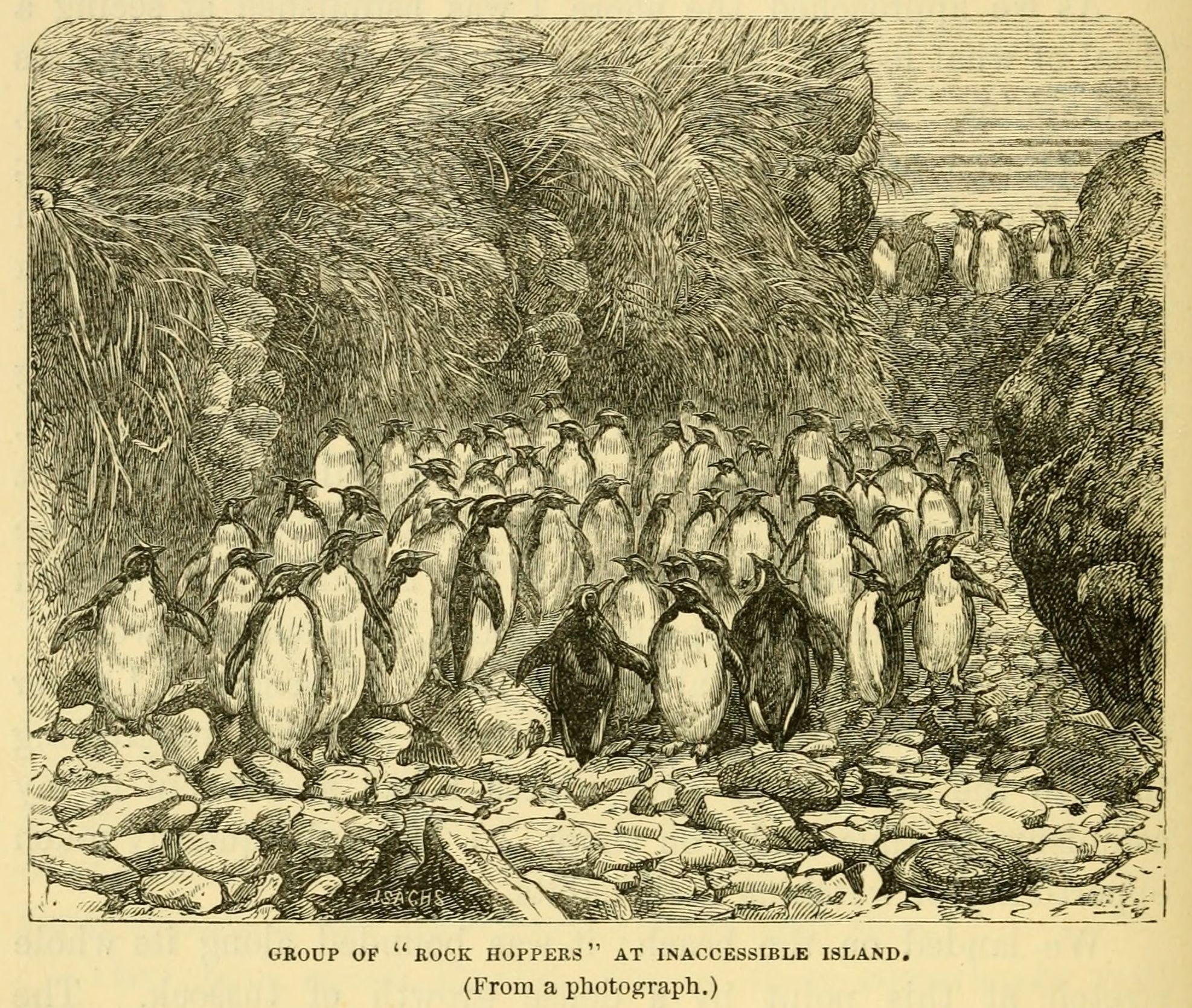
Eudyptes moseleyi en la isla Inaccesible,elaborado por el naturalista a bordo del HMS Challenger.

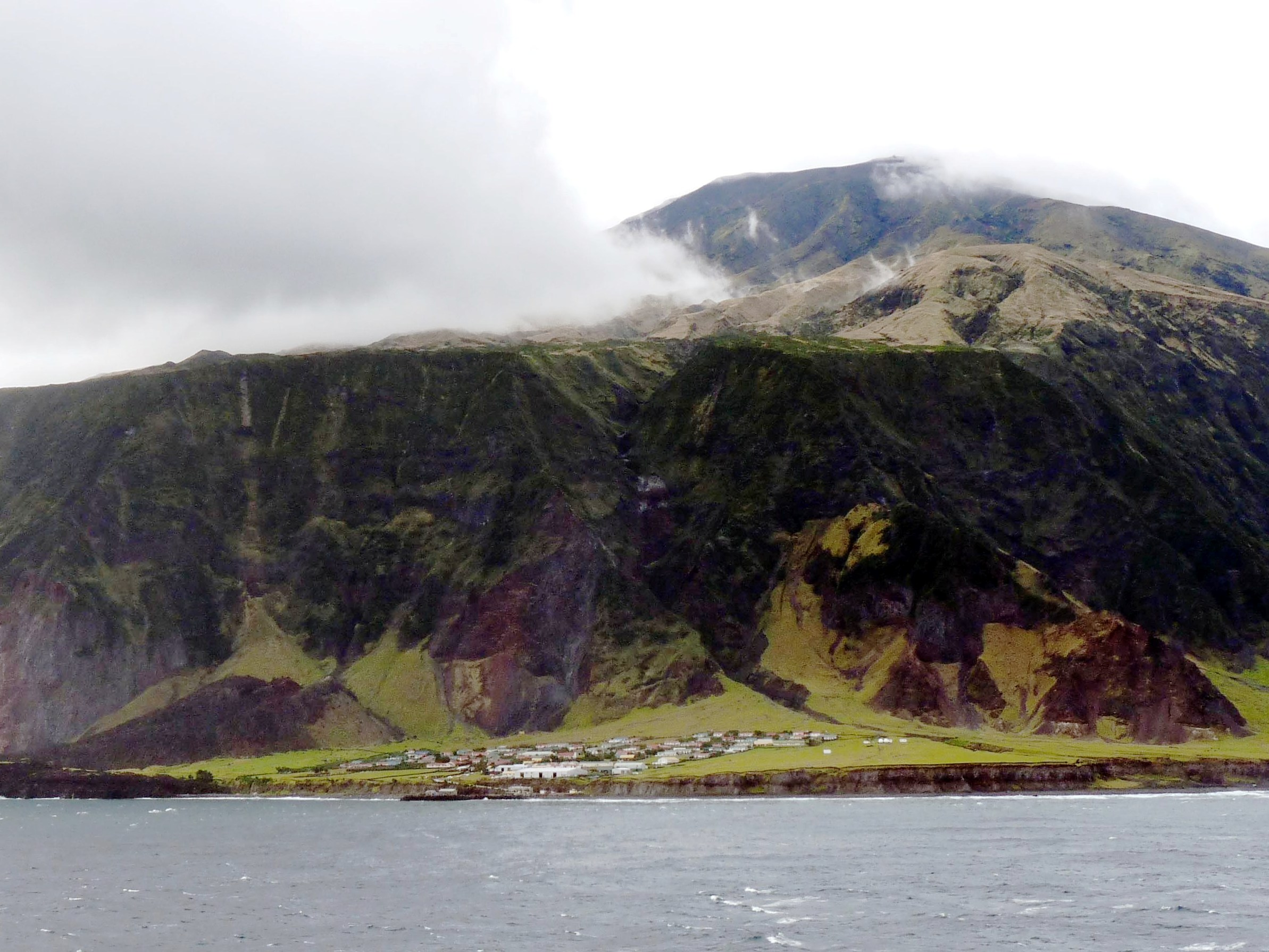
El hábitat de la especie en la isla Tristán de Acuña.

Su población se estima entre 100 000 a 500 000 parejas reproductoras en la isla de Gough, de 18 000 a 27 000 parejas en la isla Inaccesible, y entre 3200 a 4500 parejas en Tristán de Acuña. En el océano Índico, la población era 25 500 parejas en isla de Ámsterdam, y 9000 parejas en la isla San Pablo en 1993; no ha habido ninguna información disponible sobre las tendencias de su población allí desde la década de 1990. La disminución en los sitios del océano Atlántico muestran un descenso del 2,7 por ciento anual. La disminución de la población en la isla Gough ha sido descrita como el equivalente a la pérdida de 100 individuos todos los días desde la década de 1950.
Un estudio publicado en el año 2009 señaló que su población mundial había disminuido en un 90% desde la década de 1950, posiblemente a causa del cambio climático, los cambios en el ecosistema marino y la sobreexplotación comercial del calamar y el pulpo. Otros posibles factores que justifiquen su disminución incluyen la contaminación y perturbación por el ecoturismo y por la pesca, la recolección de huevos, la depredación por ratones (Mus musculus), y la depredación y competencia del oso marino subantárctico Arctocephalus tropicalis.
Por todas estas razones la especie es clasificada como en peligro debido a la disminución de su número en las últimas tres generaciones (o 30 años).

### Derrame de petróleo de 2011
El 16 de marzo de 2011, el carguero de bandera maltesa MS Oliva encalló en la isla Nightingale, derramando toneladas de petróleo crudo pesado al océano, dejando una mancha de petróleo que rodeaban la isla, amenazando a la población de pingüinos de esta especie.